# Parafia Najświętszego Zbawiciela w Rykach
Parafia Najświętszego Zbawiciela w Rykach – parafia rzymskokatolicka w Rykach.
Parafia erygowana w 1500 roku. Obecny kościół parafialny murowany, wybudowany w latach 1908–1914, według projektu Józefa Piusa Dziekońskiego, staraniem ks. Jana Rozwadowskiego. Konsekrowany w 1922 roku przez bpa Henryka Przeździeckiego. Styl neogotycki.

## Zasięg parafii
Do parafii należą wierni z miejscowości: Chrustne, Edwardów, Janisze, Kazimierzyn, Moszczankę, Nową Dąbię, Stawy (Dęblin), Oszczywilk, Ownię, Potok, Ryki, Starą Dąbię, Swaty oraz Zalesie.